# 康斯坦丁諾夫卡 (阿穆爾州)

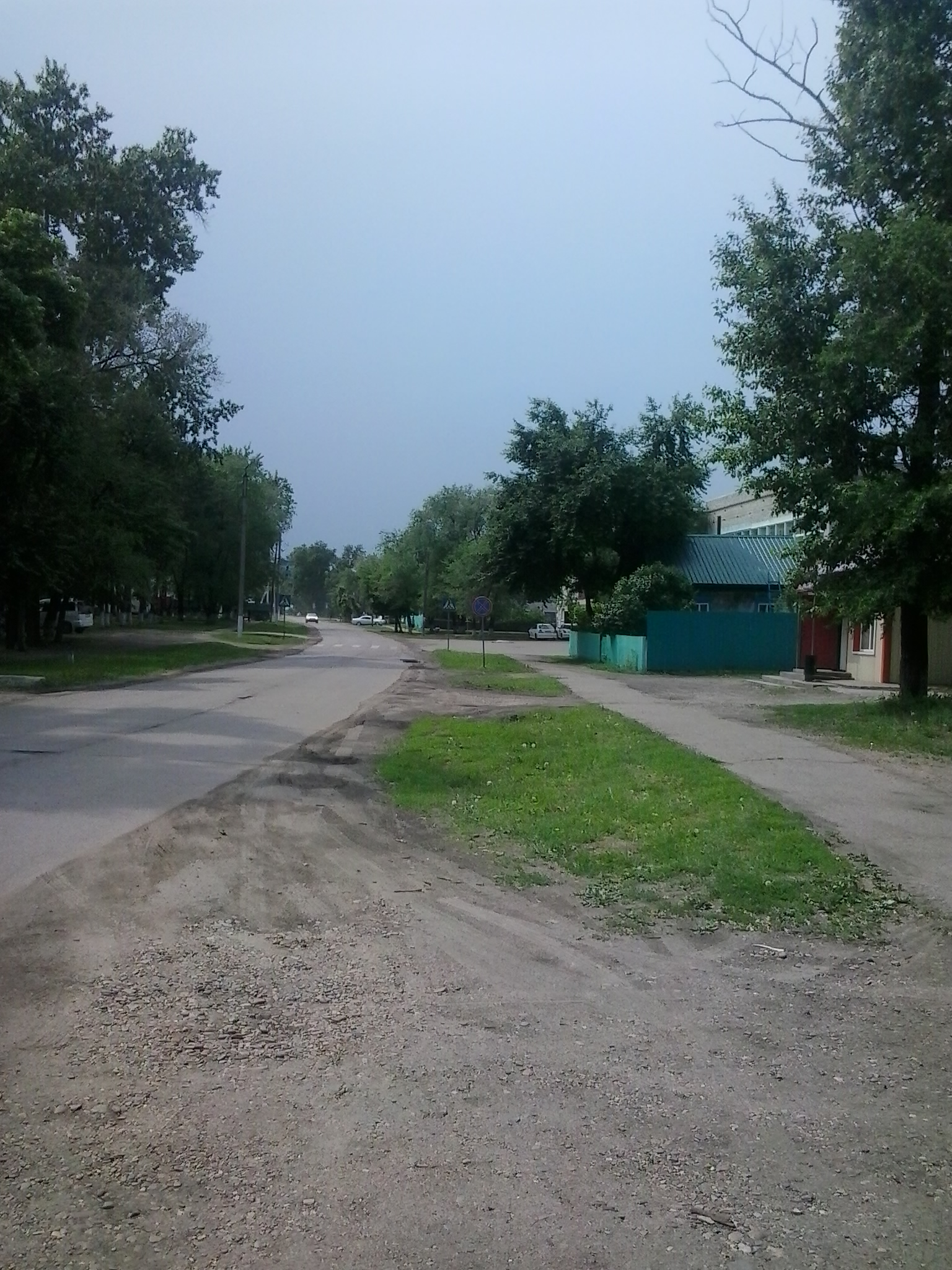
列寧街

49°36′58″N 127°59′17″E / 49.616°N 127.988°E
康斯坦丁诺夫卡（羅馬化：Konstantinovka）是俄罗斯遠東阿穆尔州康斯坦丁诺夫卡区的一个乡村地区（村），也是该區的行政中心。坐落於江東六十四屯内。人口：2010年人口5,329；2002年人口5,930；1989年人口6,637。1937年6月，当地附近发生乾岔子島事件。